# Báthory – A legenda másik arca
A Báthory – A legenda másik arca (Bathory) 2008-ban bemutatott szlovák-cseh-angol-magyar koprodukcióban készült filmdráma. Írta és rendezte Juraj Jakubisko. A forgatás 2005 decemberében kezdődött, és a film végül 2008 júliusában jelent meg. Ez Jakubisko első angol nyelvű filmje.

## A filmről
A szlovák rendező vitte filmre a magyar történelem egy alakjának, ecsedi Báthori Erzsébetnek (1560–1614) történetét. A köztudatban vérszomjas úrnőként ismert Báthori Erzsébetet rehabilitálja a film, hiszen Juraj Jakubisko, arra vállalkozott, hogy koncepciós pernek ábrázolja Báthori (Báthory) Erzsébet megvádolását. A szlovák-cseh-magyar-brit koprodukcióban készült történelmi legendát másfél millió szlovák és cseh néző látta. Ezzel ez lett a legnézettebb szlovák film. A magyar közönség elé 2010 januárjában került Európa egyik legdrágább költségvetésű filmje.
Sok legenda kapcsolódik nyitrai vármegyéhez; a legvéresebb a csejtei vár egykori úrnője, ecsedi Báthori Erzsébet története, amelynek részleteit Bél Mátyás és Mikszáth Kálmán is kiszínezte. A szlovák lányok vérében fürdő nő rémtetteinek gazdag tárháza a szlovák szépirodalom is. Nem csoda, hogy Báthory Erzsébetről több horrorfilm készült. Juraj Jakubisko, szlovák rendező szétrombolja a kéjgyilkos várúrnő képét. Ez a filmje tisztelgés egy öntudatos, erős és független nő előtt. Filmjében a főgonosz Thurzó György nádor, aki a bécsi udvar nagyhatalmi érdekei és saját birtokszerzési vágyától vezérelve mindent elkövet Báthory Erzsébet lejáratása érdekében. Jakubisko így beszélt a filmről:
Nem azt sugallom Európának, hogy nézzétek ezt a vérszomjas gyilkost, aki itt élt az egykori Magyar Királyság, a mai Szlovákia területén. Nem, én azt mondom ez egy normális istenfélő nő volt, aki egy politikai játszma áldozatává vált. Úgy, ahogy arra számos példa van a történelemben. Ami igazán tragikus az ő történetében, az hogy a személyével kapcsolatos tévhit a mai napig tartja magát. Olyan gyilkost kreáltak belőle, aki áldozatai révén bekerült a Guinnes rekordok könyvébe. 400 év is kevés volt ahhoz, hogy a rágalmakat lemossuk róla.  Személyes véleményem az, hogy Báthory Erzsébet, amikor megözvegyült, amikor elveszítette nagy hatalmú férjét, Nádasdy Ferencet, szabad préda lett, mivel óriási birtokokkal rendelkezett.

## Történet
|  | Alább a cselekmény részletei következnek! |

A film három fejezetből épül fel: Nádasdy, Darvulia és Thurzó. A film úgy kezdődik, hogy ecsedi Báthori György felajánlja leánya, az akkor kilencéves Erzsébet kezét Nádasdy Ferenc számára. Pár évvel később egybekelnek, Ferenc a csatatéren harcol az „istentelen” törökök ellen, Erzsébet pedig egyedül neveli gyermekeit a kastélyban és intézi a kiterjedt birtokai ügyeit, eközben beteg gyermekeket gyógyít füveivel, például Cirilt, akit egy farkas támadott meg. Ez a későbbiekben derül ki, amikor Ciril és a szerzetes barátját kémkedésen kapják a várban. Amikor Erzsébet meg akarja korbácsolni Cirilt, de amikor leveszi a hátáról az inget, meglátja a farkasharapás nyomait. Egy napon amikor Nádasdy Ferenc hazatér és magáévá akarja tenni asszonyát, de Erzsébet ekkor már a rég várt Andrással terhes és emiatt elvetél. Ferenc pedig a szobalánnyal vigasztalódik.
Később Ferenc megbánja tettét és Thurzó György által hadizsákmányt küld Erzsébetnek, amelynek a részért képezi egy olasz festő is, Merisi (Caravaggio), aki később közelebbi viszonyba kerül a grófnővel. Ferenc a csatatéren egy török csel miatt fogságba esik, ahonnan Thurzó segítségével szabadul ki. A kastélyban Erika a szobalány elpanaszolja, hogy őt és a többi szobalányt folyton zaklatják a katonák, ezért Erzsébet egy villás végű kést ad neki, amivel megvédheti magát. (Ez a kés olyan nyomot hagy, mintha vámpír harapta volna meg a áldozatot.) Hamarosan a faluban olyan férfi áldozatot találnak, akinek a nyakán ilyen sérülések vannak. A grófnő leviteti a pincéjébe a férfit, és teljesíti Caravaggio álmát, hogy úgy festhessen, mint az igazi olasz festők, akik ismerik az ember anatóniáját. A grófnőt rokona Báthory Zsigmond látogatásra hívja Erdélybe, ezért Erzsébet megkéri Caravaggiót, fesse le egy éjszaka alatt a jégbe zárt halott fiát, Andrást. A festő neki is lát a kép megfestésének, egyszer csak zajt hall kintről és kinéz az ajtón, de mire visszaér a gyertyák felégetik a festményt. Ezért Erzsébet elviszi magával Erdélybe Caravaggiót, hogy odaajándékozza rokonának.
Zsigmond bemutatja Erzsébetnek unokaöccsét Gábort, majd körbevezeti Erzsébetet az ősök arcképei között, ahol egy Árnika nevű rokonra lesz figyelmes, aki egész életében azért küzdött, hogy szép maradhasson, de végül lángok között lelte halálát. Gábor biztosítja Erzsébetet a védelméről. Erdélyben Caravaggio lefesti meztelenül Erzsébetet, és ő elmondja neki, hogy nem tiszta a vére és beteg. Hazatérve Nádasdy Ferenc tudomást szerez Erzsébet és Caravaggio viszonyáról, Thurzó György mérget önt egy pohár borba és Ferencnek adja, hogy itassa meg Caravaggióval, de mérget nem a festő issza meg, hanem Erzsébet. Ekkor Ferenc hívatja Darvuliát, a javasasszonyt, aki kikezeli és a betegségére is gyógyírt ad. Majd elmondja, hogy tíz éven át gyönyörű és fiatal lesz és fiút szül, majd lesz egy ember, aki nagy bajt hoz rá, de ő ott lesz és megvédi őt tőle, a nevét pedig a saját vérével írja fel a falra. Amint Erzsébet magához tér, Caravaggiót keresi, majd a szobalányok elmondják, hogy Nádasdy Ferenc befalaztatta őt. A grófnő ki akarja szabadítani, de ekkorra a festő már megszökött.
Darvulia főzeteinek és gyógynövényekből készült vörös fürdőjének köszönhetően Erzsébet szép marad és időközben megszületik fia, Pál is, de a gombák miatt elméje kezd elborulni. Egyszer, amikor Sára a szobalány a haját vágja véletlenül megsebzi, Erzsébet azt hiszi, hogy meg akarta ölni és az ollóval támad Sárára és megöli. Emiatt börtönbe záratja Darvuliát. 1604-ben Nádasdy Ferenc sebesülten tér vissza a harcmezőről, Erzsébet Darvuliáért küld, de valaki elvágta a láncait és elvitte őt. Eközben Ferenc meghal. A ravatalánál Thurzó György megemlíti, hogy Ferenc birtokokat ígért neki, mert megmentette az életét. Erzsébet nem hajlandó átadni ezeket a birtokokat. Később Erzsébet egy könyvtárnyitó ünnepségre hivatalos, ahol előkerül a könyv, amibe Caravaggio az anatómiai rajzokat készítette, ezért abban a korban halálbüntetés járt. Találkozik Darvuliával, akinek kivágták a nyelvét és aki Czobor grófnő állítása szerint magától jött. Thurzó ismét megkéri, Erzsébetet, hogy adja át neki a birtokainak egy harmadát, de ezekre a birtokokra vejei is igényt tartanak, de ő fiának, Pálnak szánja. Erzsébet meghívást kap a királyhoz Bécsbe, ahol bemutatják Monteverdi első operáját és Caravaggio egy képét is. A grófnő hazaviszi Darvuliát, majd elmegy Bécsbe, ahol találkozik Caravaggióval, majd a gyóntatószékben szeretkeznek. A király vak jósnője olvas Erzsébet tenyeréből, és azt mondja, hogy lángok között fog meghalni. Erre a király csak annyit mond, hogy a jóslatait nem kell mindig szó szerint venni.
Eközben Thurzó, a király bizalmasa azon mesterkedik, hogy hogyan kaphatná meg Erzsébet vagyonát. Amint Erzsébet hazaér, rögtön Darvuliához siet, aki addigra már meghalt, de a falon véres betűkkel a „THURZÓ” név szerepel. Thurzó felesége (Erzsébetnek öltözve) és segédje eközben ártatlan embereket gyilkol, Thurzó tanúkat gyűjt, hogy perbe fogassa Erzsébetet. A bíróság Erzsébet távollétében várfogságra ítéli, míg leghűségesebb szolgálóját, Ficzkót lefejezteti, a szobalányoknak pedig levágatja az ujját, és elégetteti őket.
A királynak feltűnik, hogy a közvetlen tanúkat túl gyorsan kivégezték és csak közemberek vallottak Erzsébet ellen, holott a törvény szerint megfelelő számú nemes embernek kell tanúskodnia egy grófnő ellen. Péter barát meglátogatja Erzsébetet és közli, hogy Báthory Gábor, az unokaöccse meghalt. Erzsébet azt mondja a film végén, hogy nem számára megfelelő korban született. Végül Erzsébet öngyilkos lesz, és zsoltárokat énekelve lángok között leli halálát.
|  | Itt a vége a cselekmény részletezésének! |

## Szereplők
| Szerep               | Színész                     | Magyar hang   |
| -------------------- | --------------------------- | ------------- |
| Báthori Erzsébet     | Anna Friel                  | Györgyi Anna  |
| Thurzó György        | Karel Roden                 | Mácsai Pál    |
| Merisi Caravaggio    | Hans Matheson               | Csőre Gábor   |
| Nádasdy Ferenc       | Vincent Regan               | Kőszegi Ákos  |
| II. Mátyás király    | Franco Nero                 | Tordy Géza    |
| Péter barát          | Bolek Polívka               | Végvári Tamás |
| Cirill barát         | Jiří Mádl                   |               |
| Darvulia             | Deana Horváthová            |               |
| Ponicky lelkész      | Antony Byrne                |               |
| Czobor grófnő        | Monika Hilmerová            |               |
| Lucia                | Lucie Vondráčková           |               |
| Zrínyi Miklós        | Jaromír Nosek               |               |
| Báthory Gábor        | Marek Majeský               | Széles Tamás  |
| Zavodsky             | Andrew Tiernan Petr Meissel |               |
| Bethlen Gábor        | Marek Vašut                 |               |
| Dóra                 | Jana Oľhová                 |               |
| Erika                | Michaela Drotárová          |               |
| Sára                 | Sandra Pogodová             |               |
| Ilona                | Beata Greneche              |               |
| Beniczka             | Eva Elsnerová               |               |
| Margita              | Hana Vagnerová              |               |
| falu elöljárója      | Andrej Hryc                 |               |
| testőrparancsnok     | Karel Dobrý                 |               |
| Thurzó kapitánya     | René Štúr                   |               |
| Báthory Zsigmond     | Vincenzo Nicoli             | Rosta Sándor  |
| Ficzko               | Karel Belohradský           |               |
| István               | Pavel Kočí                  |               |
| Batthyány            | Pavel Skřípal               |               |
| Pálffy               | Pavol Bocsárszky            |               |
| Forgách bíboros      | Tim Preece                  |               |
| Sirmiensis bíró      | Jan Vlasák                  |               |
| Forenczy             | Zdeněk Maryška              |               |
| Megyeri Imre, nevelő | Zdeněk Podhůrský            |               |
| Háziasszony          | Zuzana Frenglová            |               |
| Nádasdy Orsolya      | Tatjana Medvecká            |               |
| Drugeth gróf         | Jiři Hajdyla                |               |
| szerzetes            | Václav Krejčí               |               |
| kopasz púpos         | Petr Jákl                   |               |
| fogadós              | Radek Hanačík               |               |
| Pál                  | Derek Dimir Pavelčík        |               |
| Anna                 | Ester Honysová              |               |
| Anna, 4 évesen       | Marie Boková                |               |
| Katalin              | Katarína Hanzelová          |               |
| Katalin, kisbabaként | Gracie Friel                |               |
| Erzsébet, 9 évesen   | Anička Jurková              |               |
| Erzsébet, 14 évesen  | Kateřina Petrovová          |               |
| Ferenc 18 évesen     | Martin Čerča                |               |
| Cirill, 9 évesen     | Pavel Mádl                  |               |

## A film hátteréről
Érdekesség, hogy 2006 januárjában bejelentették, hogy a főszerepet Famke Janssen játssza majd, de 2006. március 8-án a hírügynökségek jelentették, hogy a Báthori Erzsébetet Anna Friel játssza.
A filmet többszöri halasztás után 2008. szeptember 11-én mutatták volna be Magyarországon, de a premier ismét elmaradt. A magyar jogtulajdonos, a Budapest Film, 2008 decemberében bejelentette, hogy a sorozatos botrányok és a sikertelen egyeztetési tárgyalások miatt végleg törli a filmet bemutatási terveiből.

## Díjak, jelölések
| Év   | Díj              | Kategória         | Jelölt                              | Eredmény |
| ---- | ---------------- | ----------------- | ----------------------------------- | -------- |
| 2009 | Box Office Award |                   |                                     | Elnyerte |
| 2009 | Czech Lion       | Legjobb díszlet   | Juraj Jakubisko Jaroslava Pecharova | Elnyerte |
| 2009 | Czech Lion       | Legjobb színésznő | Anna Friel                          | Jelölve  |
| 2009 | Czech Lion       | Legjobb operatőr  | F.A. Brabec Ján Duris               | Jelölve  |